# Metoponrhis karakumensis
Metoponrhis karakumensis là một loài bướm đêm trong họ Noctuidae.